# Мидвеј (округ Семинол, Флорида)
Мидвеј (енгл. Midway, Seminole County) насељено је место без административног статуса у америчкој савезној држави Флорида.

## Демографија
По попису из 2010. године број становника је 1.705, што је 9 (-0,5%) становника мање него 2000. године.
| Група             | 2000.         | 2010.         |
| Белци             | 60 (3,5%)     | 124 (7,3%)    |
| Афроамериканци    | 1.604 (93,6%) | 1.447 (84,9%) |
| Азијати           | 10 (0,6%)     | 12 (0,7%)     |
| Хиспаноамериканци | 19 (1,1%)     | 104 (6,1%)    |
| Укупно            | 1.714         | 1.705         |